# Руся
Ру́ся (укр. Руся, англ. Russya), настоящее имя — Ири́на Влади́мировна Осау́ленко (укр. Ірина Володимирівна Осауленко, англ. Iryna Volodymyrivna Ossaoulenko), в девичестве Порыва́й (укр. Поривай, англ. Poryvai, род. 9 июня 1968) — советская, украинская и американская певица.

## Биография
Ирина родилась в городе Киеве в семье Владимира и Людмилы Порывай, дирижёров хоровой капеллы «Світоч» киевского Дома учителя. С ранних лет она пела в хоре, потом училась в музыкальной школе по классу фортепиано, а позже окончила Киевское музыкальное училище имени Глиера по классу хорового дирижирования. В это время она знакомится с музыкантами киевской группы «Мираж», которые тогда работали с известным киевским композитором Владимиром Быстряковым.
Летом 1986 г. все вышеупомянутые, с лёгкой руки Владимира Быстрякова поехали отдыхать и работать в Дагомыс, недалеко от Сочи. Там на танцплощадке началась карьера Ирины Осауленко как певицы.
В 1987 г. группа «Мираж» с родной сестрой Ирины, Наташей Королёвой едут в Москву, где принимают участие во Всесоюзном конкурсе «Золотой камертон». Этот год станет решающим и знаковым для начала успешной карьеры младшей сестры Ирины Порывай — Натальи. Летом 1989 года возникает идея создания сольного проекта «Руся» — такое сценическое имя решила взять себе Ирина, которую так называли в семье. Тогда же музыканты группы принимают участие в записи первых песен альбома «Ворожка» («Гадалка»).
Первые концерты Руси состоялись во Львове в октябре 1989 г. По возвращении в Киев окрылённая успехом Руся записывает второй альбом «Рождественская ночь». Летом 1990 г. выходит альбом «Ты прости меня, мама». В это время она первой из украинских поп-звёзд собирает аншлаговый концерт во Дворце Спорта в Киеве.
В начале 1991 г. Руся уезжает на гастроли в Великобританию, в это время выходят её новые альбомы «Золушка» и русскоязычный «Маленькое счастье». В мае того же года состоялось три сольных концерта на главной сцене страны Дворце культуры «Украина» в Киеве. Летом 1991 г. Руся впервые работает на стадионах.
В конце 1991 г. певица подписывает контракт с канадской фирмой звукозаписи на издание её альбома в Канаде. На два года она уезжает в Торонто, где записывает одноимённый альбом «Руся».
По возвращении на Украину Руся записывает два новых альбома — «Киевляночка» и ретро-альбом «Черемшина». Затем снова следуют концерты в Канаде и США, участие в известных музыкальных фестивалях. В 1997 г. она записывает альбомы «Мой американец» и русскоязычный «Белые кружева». А в 1998 г. состоялся большой концертный тур Руси вместе с сестрой Наташей Королёвой «Две сестры». Гастроли в рамках этого тура проходили в России и Украине.
После этого Руся надолго исчезла из музыкальной жизни Украины. А в 2007 г. был издан альбом лучших песен Ру́си. Это первый альбом певицы, который можно купить в интернет-магазине iTunes Store. В 2008 г. он был издан в России. В марте 2009 г. она издаёт новый альбом «Маленькие подарки». В 2017 году состоялась премьера альбома «Спогади про майбутнє» («Воспоминания о будущем»).

## Семья
- Отец — Порывай Владимир Архипович (10 февраля 1940 — 1 сентября 1993), хормейстер академического хора. Похоронен на Берковецком кладбище в Киеве[2][3].
- Мать — Порывай Людмила Ивановна (род. 12 февраля 1946), является профессором, заслуженной артисткой Украины, дирижёром хоровой капеллы «Свиточ».
- Сестра — Наталья Владимировна Порывай (Наташа Королёва) (род. 1973) — советская и российская певица.
- Муж — Константин Осауленко (1961) — продюсер, поэт и композитор, пишет песни жене и её сестре Наташе (песни «Перемена»[4], «Как твои дела», «Календарь», «Когда-нибудь»)[5], он и придумал жене сценическое имя — Руся[6][7][8].
- Сын — Владимир (02.04.1988 — 26 марта 1999), страдал ДЦП, умер в 10 лет[8].
- Сын — Матвей (2003), его крёстный Игорь Николаев[8].
- Дочь — София (2005)[8].
- Племянник — Архип Глушко (2002).

## Дискография
- 1989 — Ворожка[укр.]
- 1989 — Різдвяна ніч[укр.]
- 1990 — Даруй мені, мамо[укр.]
- 1991 — Попелюшка
- 1991 — Маленькое счастье
- 1991 — Руся (Canadian CD)
- 1992 — Попелюшка (найкращі хіти)
- 1994 — Кияночка
- 1994 — Черемшина (ретро-альбом)
- 1997 — Белые кружева
- 1997 — Мій американець
- 2007 — Візерунки (кращі пісні)
- 2009 — Маленькі подарунки
- 2009 — Різдв’яні подарунки
- 2012 — Вибране
- 2017 — Спогади про майбутнє